# Могилёвская духовная семинария
Могилёвская духовная семинария — среднее духовное учебное заведение Могилёвской епархии Русской православной церкви, готовившее священно- и церковнослужителей. Существовала в 1757—1918 годах.

## История

### Становление Семинарии (1759—1814)
Вступивший в 1755 году на Белорусскую кафедру преосвященный Георгий Конисский, ещё собираясь ехать в Могилев выбрал в Киевской духовной академии двух человек, для преподавания и по приезде на место, приказал одному из них заняться обучением детей латинской грамматике и православному кахтезису на русском языке. Отдельного помещения для школы тогда не было и преосвященный Георгий временно отвел для неё монашескую столовую, так, что по собственному его выражению, «вместе была и трапеза и спеварня и семинария: одна хата на все». Но открытая (не позднее января 1756 года) в таком виде школа ещё не могла назваться семинарией. Для правильной организации семинарии не хватало материальных средств. Для поиска необходимых средств, 5 февраля 1756 г., был послан в С.Петербург иеромонах Воскресенскаго Шкловского монастыря Иоанн Тудорович. Вот как писал преосвященный Георгий Конисский в одном из соих сообщений: «семинарии для священническихъ детей весьма нужно быть, ибо немалая часть священниковъ является, котории и числа заповедей Божих и тайн церковных не знают, хотяж.и имеются из привезенных мною два человеки, доволнии к учителству семинарскому и одному уже учить приказал я, однак и тех снабдеть по надлежащему нет чим».
В С.-Петербурге с пониманием отнеслись к нуждам Белорусской епархии. В Священном Синоде сейчас же решено было ходатайствовать перед Императрицей Елизаветой «объ определении на учреждение вновь и содержание упоминаемой тамошней, (то есть Могилевской) семинарии с принадлежностию, яко весма по тамошнему состоянію для благочестия необходимо быть должной …., хотя до четырёх сот рублев на год». 21 марта 1756 года Оберъ-Прокуроръ, св Синода Афанасий Львов подал синодальный доклад на Высочайшее утверждение. Но доклад не был подписан. Тогда преосвященный Георгий решил повторить свою просьбу и в июне месяце послал в С.-Петербург 7 частных писем. Не получая положительного решения он в своем сообщении от 29 декабря 1756 года снова писал, что семинария «первейше всего слез достойному здешному состоянию крайне потребна», потому что «священство болшою частию крайне не вежливо, а оттуду непорядочно и ежели собственнаго струпа не таить, безчинно», что вследствие такого умственного невежества духовенства «благочестие не в забаве само собою разоритись может» и что предупредить такое зло можно только «обучивши страху Божию в младом веку причетнических детей». Но Русское правительство, увлеченное, в войну западных держав с прусским королём Фридрихом II, тратило на эту войну огромные суммы, а потому, вопрос о Могилевской семинарии откладывался на неопределенное время. Но 25 января 1758 года Императрица Елизавета Петровна подписала указ об отпуске «на постройку церкви кафедральной 10 Тысяч рублей, в прибавление к обычному архиерейскому жалованию 500-м рублям 100-ж рублев деньгами и 100 четвертей ржи, да на учреждение вновь и содержание семинарии по четыреста рублев на год».
22 июня 1758 года Иоанн Тудорович выехал из Москвы в Могилев, везя с собою, под конвоем 10-ти человек, 10,600 р. серебром. Отпущенных 400 рублей было явно недостаточно для открытия семинарии, поэтому решено было открыть семинарские классы в помещении Спасского монастыря, что и было приведено в исполнение в 1759 году. Были открыты 5 низших классов до поэзии включительно, с которыми семинария проработала до 1766 года.
Создание семинарии было встречено крайне неодобрительно римско-католическим и униатским духовенством. Так назначенный в 1759 году в Могилев католический плебан Михаил Зенович, сразу же, по приезде на место служения, с угрозою уговаривал преосвященного Георгия закрыть семинарию. Свои угрозы он воплотил в действие 28 января 1760 года, когда было совершено нападение иезуитских студентов на семинарский двор, «ворота запертые больше часу ломали, людей, посланных для уговору, чтоб престали гвадту делать, большими бревнами и шаблями нещадно били, и единому руку жестоко разрубили и палить по ним з зараженных мушкетов прикладались». Вскоре нападения повторились: иезуитские студенты в течение нескольких вечеров обходили толпою Спасский монастырь, желая схватить самого преосвященного Георгия. А вследствие этого «священники и граждане здешние, — писал преосвященный Георгий в своем письме св. Синоду от 10 сентября 1760, г. детей своих до семинарии давать опасаются, отчего и число учеников не великое до сих пор находится». Русское правительство внимательно отнеслось к жалобам преосвященного, и чрез надворного коронного маршала был сделан запрос Виленскому католическому епископу, на который был получен ответ, что «трактат, которым взаимно дозволено свободное отправление как греко-российской веры в Польше, как и римской католической в Российском государстве, может ли тем самым служит для содержания семинарии или публичных школ и произвождения в оных наук, чего в России для католическаго закона совсем нет: сие подвержено великому сомнению, в разсуждении того, что о сем потребно ещё иметь мнение и резолюцию всех чинов республики, которой неприлично дозволить распространять публичныя науки и содержать семинарии». Тогда Коллегия иностранных дел, дононосила в св. Синод, что хотя упоминаемая семинария при архиерейской кафедре и имеется, но это — не публичная, а просто частная, «приватная» школа, предназначенная для обучения детей одних только белорусских священно-и-церковно-служителей, исповедующих православную греко-российскую веру, — что и в Русском государств, при римских костелах, имеются такие же католические школы для обученія находящихся в России католического юношества. Выслушав это доношение, св Синод от 15 июня 1761 года постановил: просить чрезвычайного посла и полномочного министра князя Ф. М. Воейкова, находившийся тогда в Варшаве, чтобы он всеми силами старался защищать права Могилевской семинаріи, а преосвященному Георгию дать знать о результатах его жалобы. К сожалению, старания преосвященного Геориія о праве свободного существования семинарии не привели к желанным результатам. Даже сеймовое постановленіе 1766 года, в котором, между прочим, говорилось: «грекам-неунитам семинарии потребными, а в особенности семинарию Могилевскую иметь безпрепятственно» осталось невыполненным. При таких обстоятельствах преосвященный Георгий решился удалить семинарию из центра города в пригород Могилева называемый «Никольщина», где находилась церковь святого Николая. Он подал в 1768 году Польскому королю просьбу о разрешении перенести в названное место семинарию и устроить при ней типографию для печатания необходимых книг. На что, от Польского короля Станислава Понятовскаго, в том же году (18 апреля) последовала разрешительная грамота. Но данный перенос семинарии не был реализован по невыясненным причинам.
После первого раздела Речи Посполитой, 6 октября 1774 года, преосвященный Георгий обращается в св. Синод с просьбой о выделении денег на постройку семинарии, но оно не было удовлетворено. Тогда преосвященный Георгий 4 мая 1776 года, отправил в св. Синод новое ходатайство, которое так же осталось без удовлетворения. В постройке семинарии помог случай. В 1780 году, 21 мая, Могилев посетил Австрийский император Иосиф II, под именем графа Фалькенштейна. Императрица Екатерина II, бывшая перед этим в Полоцке, поторопилась встретиться с почетным гостем (она знала, кто этот граф) и 23 мая в 11 ч. утра также приехала в Могилев. Живя здесь до 29 числа, она посещала православные церкви, знакомилась с условиями белорусской жизни, узнала положение Могилевской семинарии и в память своего пребывания здесь 27 мая назначила, на неё из государственной казны по 2000 р. в год, включая сюда и 400 р., которые были выделены ранее. Этих денег было недостаточно для выполнения задуманнаго плана. Поэтому преосвященный Георгий, не увеличивая семинарских расходов, откладывал добавочные 1600 р., только в 1782 году (28 сентября) заключил контракт на постройку семинарского корпуса с прибывшим в Могилев Петербургским купцом Федором Ивановичем Мурашевским. Здание было заложено в шести саженях от архиерейского дома и по условию должно было быть построено не позже 1784 года, но окончено было только в 1785 году. В этом же году по ходатайству преосвященного Георгия, Могилевский магистрат бесплатно уступил в пользу семинарии принадлежавший ему небольшой участок земли вместе с находившимся на нем старым каменным домом — под архиерейским валом, по имени прежнего его владельца известный под названием «Жабовщины», Старый дом за ветхостью был снесен, а вместо него построен новый, для семинарского общежития, которое, по месту своего нахождения, получило название «Нижней бурсы». Выделяемых денег на содержание семинарии едва хватало на содержание учителей и учеников. Поэтому, когда Могилевский Генерал-губернатор П. Пассек обратился к преосвященному Георгию с просьбой, — нельзя ли поместить на время народное училище в семинарском корпусе и за это обещал платить в пользу семинарии по 200 руб. в год — преосвященный Георгий согласился. 15 марта 1789 года народное училище было торжественно открыто на втором этаже семинарского корпуса и оставалось здесь до 1791 года. Из этой дополнительной суммы преосвященный Георгий нашел возможность заложить на семинарском дворе два каменных дома, из которых один предназначался, «для жилья хозяину семинарскому» а другой, для помещения прислуги. В 1799 году, после долгих переговоров, преосвященным Анастасием, за 2500 руб. было приобретено у городской Думы, каменный дом с двумя флигелями (в дальнейшем, в одном из них размещались казенные ученики, а во втором была столовая), находившейся между архиерейским валом и кафедральными постройками, который был приспособлен для семинарских нужд.
Пред началом каждого учебного года из Консистории рассылались всему духовенству строгие предписания о доставке в семинарию «приспевших к науке» детей. Но в большинстве случаев приходское духовенство ссылалось на отдаленность своих приходов от Могилева и на трудности при этом в содержании своих детей. Действительно, не все принимались на казенный счет. Многие жили за счет своих родителей или родственников, которые держали их по квартирам и должны были доставлять им продукты питания. Неудивительно, поэтому, что в 1805 году духовенство Велижского уезда подало в семинарское правление, коллективную просьбу о том, чтобы ему разрешено было, в виду отдаленности их приходов от Могилева, устроить у себя местную школу и вместо того, чтобы обучать, своих детей основам грамотности в семинарии, учить их тому же у себя «дома». Семинарское правление внимательно рассмотрело просьбу Велижского духовенства и найдя её уважительной, 27 октября 1805 года разрешило открыть школу при доме Боболуцкого священника и Велижского благочинного отца Василия Петрашня, утвердив его в должности смотрителя. Под тем же предлогом в 1806 году 9 октября устроено было училище в селе Хотимск протоиереем Петром Проскуро-Субщинским.
Но и те ученики, которые учились в семинарии, уезжавшие на каникулярное время домой, долго не возвращалась в семинарию. Ещё в 1769 году, префект семинарии иеромонах Виктор Падковский жаловался на это преосвященному Георию. Но с времени отделения семинарии от архиерейской кафедры, особенно с 1798 г., ученики не являлись по 2, 3, 5, а иногда и по 8 месяцев. За это родителей штрафовали деньгами, по рублю за каждый просроченный день, а учеников — по резолюции преосвященного Анастасия от 7 мая 1800 года стоянием во время обеда у порога в количестве просроченных дней. Однако и это не приводило к желаемым результатам. Тогда епархиальное руководство пошло ещё дальше в своих предупредительных мерах. Преосвященный Анастасий в 1801 году постановил штрафовать за опаздывания не только виновных учеников и их родителей, но даже и благочинных. Но белорусское духовенство начало скрывать своих детей не только от епархиального руководства но и от благочинных. Тогда, преемник Анастасия — преосвященный Варлаам Шишацкий решился на самую крутую меру: 28 марта 1808 года он приказал взять у всех семинаристов подписку: в том, что они не только не будут уезжать домой на приближавшуюся Пасху, но даже не будут просить об отпуска, а кто осмелится нарушить приказание, те подвергнутся телесному наказанию: старшие сами за себя, за младших — их надзиратели и репетиторы. Таким образом и семинарскому и епархиальному руководству приходилось упорно бороться с духовенством из-за нежелания его дать образование своим детям.
В Отечественную войну 1812 года Могилевский епископ Варлаам Шишацкий не хотел верить общим слухам об опасности и долго не позволял семинарскому руководству прекращать занятий. Но когда опасность сделалась уже очевидной, уроки были прекращены 6 июля 1812 года, при вступлении французских войск в Могилев, учителя вместе с учениками стали спасаться бегством. Семинарское здание было реквизировано в военную швальню, куда были собраны все Могилевские портные и сапожники для изготовления и ремонта обуви и одежды для французских и польских полков. После ухода французских войск, в Могилев прибыл Рязанский архиепископ Феофилакт, имевшего поручение произвести следствие по делу о присяге Наполеону преосвященного Варлаама, а также произвести ревизию семинарии. 10 февраля 1813 года был сделан доклад в консисторию о состоянии семинарии: «учащие все на лицо, а учащиеся — в домах родителей и родственников; семинарская библиотека и денежная сумма сохранились без всякаго повреждения, при чём осталось: штатной суммы 9192. р. 66 к., экстренной — 1190 р. 49 к. и починочной—677 р. 10 к.» Здание требовало ремонта, поэтому обучение планировалось начать 1 марта 1813 года. Но исполнить задуманное не получилось, так как 10 февраля 1813 года по приказу Могилевского губернатора графа Димитрия Александровича Толстого, городская полиция, без уведомления семинарского руководства, заняла большой каменный корпус для размещения в нём швальни русских резервных эскадронов. Кроме швальни в семинарии были размещены целые отряды со всеми своими принадлежностями. В силу этих обстоятельств семинарские воспитанники, по указу Св. Синода от 4 июня 1813 года, были размещены по монастырям и другим училищам. Нормальный учебный процесс в семинарии начался только со второй половины 1813 года.
Программа Могилёвской школы ничем не отличалась от программ других семинарий того времени, так как в ней были те же классы — синтаксиса, инфима, риторики, философии и богословия, хотя и были небольшие отличия от других семинарий, так например, в 1776 году разрешено было открыть в семинарии классы греческого и еврейского языков. Архиепископ Георгий вникал буквально во все вопросы школы. Приглашал преподавателей из Киева, составлял программы, печатал учебники, назначал жалование учителям, распределял курсы обучения, ставил во главе Семинарии опытных руководителей. Преемники Конисского — Афанасий Вольховский и Иларион Кондратковский, как деятели в отношении к семинарии, остаются в тени. Иларион Кондратковский числился Могилевским епископом всего лишь два месяца и даже не приезжал в Могилев. О деятельности по семинарии преосвященного Афанасия Вольховского управлявшего епархией два с половиной года, сведений не сохранилось. Последующий преосвященный Анастасий много, сделал для Могилевской семинарии и по своим трудам о её благоустройстве может быть вполне сравниваем с её основателем. Он часто посещал классы во время преподавания уроков, назначал опытных учителей, руководил их занятиями и даже сам составлял им программы, с подробным указанием самого процесса объяснений. Так, например, от него остались руководства, как объяснять семинаристам конструкцию «ablativus absolutus» и как проходить «класс грамматики». Свою административную власть над семинарией преосвященный Анастасий развил, более, чем кто нибудь из других Могилевских руководителей. В семинарии были и учителя и ректор, и инспектор, но как обучение, так и воспитание всецело принадлежало преосвященному Анастасию. Деятельность следующего епископа Варлаама Шишацкого, несмотря на его семилетнее управление Могилевской епархией, не была плодотворна для семинарии. Он был формалист и главное внимание всегда обращал не на сущность дела, а на такое или иное исполнение предписаний. Преемник Варлаама преосвященный Даниил Натток-Миxайловский, занявшій Могилевскую кафедру 6 июля 1813 года, не успел до реформы 1814 года проявить своего влияния на семинарскую жизнь.

### Административное устройство семинарии
Могилевская духовная семинария с момента создания, вследствие слишком ограниченного количества учащихся, а также вследствие недостатка в «учительных», то есть образованных людях, в ней не было точно установленных должностей, и до 14 сентября 1769 года встречаются то два, то три учителя, которые исполняли педагогические и административные обязанности. На учителей семинарии, кроме их прямых обязанностей, возлагались должности библиотекаря, комиссара, экзаменатора и проповедника. Первые две вошли в учительские обязанности только с 1798 года, да и то не надолго: в 1803 году должность комиссара была уже отделена от учителей и возложена на отдельное лицо. Должность экзаменатора состояла в испытании «ставленников» и совмещалась с учительской до тех пор, пока на священно-служительские места назначались лица, не учившиеся в семинарии. К обязанностям учителей Могилевской семинарии в первые годы 19-го столетия относилось ещё и официальное поздравление местного преосвященного с днем ангела, с праздниками Рождества Христова и Св. Пасхи.
Жизнь и деятельность учителей подлежала строгому епархиальному надзору не только во время исполнения ими своих обязанностей, но и во время отлучек из Могилева. Уезжавшие учителя брали себе из Правления или Консистории формальный отпускной билет, а при возвращении должны были представить ещё свидетельство от местных властей в том, что за время своей отлучки «вели себя добропорядочно». Жалование учителей редко доходило до 200 рублей, большею же частью ограничивалось 150, а иногда и 120 рублями. Поэтому они не долго оставались при семинарии и старались куда нибудь уйти. Обычной службой, на которую они охотно меняли свое положение, — было священство в каком нибудь сельском приходе. Но в первые годы существования семинарии, когда учителей ещё было мало, их не легко увольняли от преподавательских должностей, хотя преосвященный Георгий Конисский держался такого взгляда, что «принужденный учитель не много пользы принесет ученикам». Так продолжалось почти весь первый период семинарской жизни и только с 1808 года, когда учительские оклады увеличены были до 550 рублей, священство перестало быть уже таким заманчивым, как прежде. Учители Могилевской семинарии были и светские, и духовные, при чём для первых семейная жизнь считалась препятствием к исполнению учительских обязанностей.

#### Ректоры
Первое упоминание о ректорах в делах семинарского архива относится к 1798 году, но так как сам семинарский архив начинается только с этого времени, то трудно сказать — была ли эта должность ранее, или нет. Все ректоры Могилевской семинарии, в силу установившихся обычаев, назначались из лиц монашествующего сословия, — в основном в сане архимандрита, а иногда и в сане иеромонаха. Должность ректора прежде всего была административная: он был начальником семинарии и следил не только за педагогической, но и за нравственно-воспитательной и экономической сторонами семинарской жизни. Однако, на нем лежала ещё и прямая педагогическая обязанность: он занимался в старшем классе по богословским предметам, поэтому и назывался профессором богословских наук. Кроме этого ректор семинарии был всегда присутствующим в местной Духовной Консистории, цензором проповедей по Могилевской епархии, благочинным всех монастырей и главенствующим членом семинарского правления.
- игумен Иоасаф (1 марта 1798—1805)
- игумен Феофан (Романовский) (19.04.1805 — 19.12.1807)
- архимандрит Иустин (Сементовский) (21.11.1808 — 4.04.1812)
- архимандрит Иосиф (январь 1813 — 26.09.1813)
- протоиерей Иоанн Стратонович (26.09.1813 — 3.12.1813)
- протоиерей Михаил Богуславский (3.12.1813 — 1814)
- архимандрит Венедикт (Григорович) (19.08.1814 — 1.08.1821)
- иеромонах Мелетий (Леонтович) (1.08.1821 — 1823)
- Аркадий (Федоров) (июнь 1823—1824)
- Иоанникий (Образцов) (августа 1824—1825)
- Арсений (Москвин) (25.08.1825 — 1827)
- Гавриил (Воскресенский) (1827—1829)
- Поликарп (Радкевич) (15.07. 1829—1836)
- Леонид (Зарецкий) (5 февраля 1836—1843)
- Софония (Сокольский) (13 февраля 1847—1848)
- Павел (Доброхотов) (29 января 1859—1863)
- Палладий (Ганкевич) (26 апреля 1863—1871)
- Александр (Закке-Заккис) (10 ноября 1871—1883)
- Сергий (Соколов) (2 февраля 1884—1887)
- Николай (Зиоров) (16.11. 1887—1889)
- Тихон (Морошкин) (1889—1891)
- Иоанникий (Надеждин) (19 сентября 1891—1893)
- Михаил (Ермаков) (январь— октябрь 1893)
- Аркадий (Карпинский) (октябрь 1893—1895)
- Михаил (Темнорусов) (1895—1897)
- Савваитский, Михаил Иванович (1897—1901)
- Митрофан (Краснопольский) (1902—1907)
- Зефиров, Николай Андреевич, протоиерей (с 10 февраля 1907 года)

#### Префекты
Должность префектов была заимствована преосвященным Георгием Конисским из Киевской академии. Префекты были и светские и духовные, причем некоторые были и из монашествующих. На первых порах существования семинарии префект соединял в своем лице все те административные и педагогические обязанности которые впоследствии ему пришлось разделить с ректором. Он был и начальником и учителем; на нем лежало управление всей школой, наблюдение за ходом семинарского обучения, надзор за поведением не только учеников, но и учителей: он должен был вникать во все стороны семинарской жизни и обо всем докладывать руководителю епархии; в качестве учителя он преподавал в разных классах: и в поэзии и синтаксиме, и в риторике, и богословии; но впоследствии с должностью префекта обыкновенно совмещалась преподавание философіи. С образованием в 1798 году семинарского правления, префект был постоянным его членом и в отсутствие ректора занимал председательствующее место. Власть и значение префекта, столь неограниченные в первое время, не уменьшилась и впоследствии и настолько соответствовали целям семинарского воспитания, что префектство существовало в Могилевской семинарии даже когда была уже особая воспитательная должность, — должность инспектора. Самое назначение совершалось в определённом порядке, сначала какой-нибудь учитель был инспектором, а затем уже назначался на должность префекта. Префекты прекратили свое существование с преобразованием Могилевской семинарии в 1814 году.
- Виктор (Василий) Садковский (1759—1767, ? — 1774)
- Иаков Тяжкий (1768 — ?)
- Иван Скальский (?)
- Иван Григорович (1781—1783)
- Михаил Богуславский
- Самсон Цветковский
- Андрей Пригоровский (1798—1801)
- Феофан (Феодор) Пригоровский
- Никодим (Николай) Боровиковский (4.05.1805 — ?)
- Иоанн Стратонович (4.01.1808 — 26.09.1812)
- Герасим Пригоровский (4.06.1813 — 24.12.1813)
- Константин Китович (1813 — ?)

По указу Св. Синода от 31 октября 1798 года семинария была причислена к Петербургскому округу.
В 1799 году в Могилёвской семинарии была основана профессиональная капелла, пользовавшаяся популярностью на территории Белоруссии.
В 1889 году Могилёвская духовная семинария стала центром празднования 50-летия возвращения униатов Западного края в Православие.
13 октября 1905 года ученики семинарии предъявили ряд требований к Святейшему Синоду и прекратили учёбу. Семинария была закрыта. Ученики отпущены по домам. Занятия были возобновлены только с 9 января 1906 года.
Закрыта большевиками в 1918 году.